# Thoinot Arbeau
Thoinot Arbeau, vlastním jménem Jehan Tabourot, (17. března 1520, Dijon – 23. června 1595, Langres) byl francouzský hudební skladatel a kněz.
Je znám pro své dílo Orchésographie, studii francouzských renesančních tanců z konce 16. století. Z ní pochází i známá píseň Belle qui tiens ma vie, kterou Spirituál kvintet nazpíval pod vlastním názvem Pavana za deset švestkových knedlíků. Píseň byla nahrána v roce 1972 nahrávací firmou Supraphon ve studiu Dejvice. Nahrávka byla dokončena 21. února 1972 a vyšla na LP desce Písničky z roku raz dva.